# Liste der geschützten Landschaftsbestandteile im Landkreis Stendal
Die Liste der geschützten Landschaftsbestandteile im Landkreis Stendal nennt die geschützten Landschaftsbestandteile im Landkreis Stendal in Sachsen-Anhalt.

## Liste
| Bild | Nr.        | Bezeichnung                         | Gemarkung          | Position                         | Beschreibung | Verordnung |
| ---- | ---------- | ----------------------------------- | ------------------ | -------------------------------- | --- | ---------- |
|      | GLB0026SDL | Östlicher Trübenbruch               | Schönhausen (Elbe) | 52° 35′ 6″ N, 12° 7′ 33,6″ O     | Ausgleichsfläche des Schnellbahnbaus Berlin – Hannover. Lebensraum sowie als Rast-, Überwinterungs- und Brutgebiet für eine Vielzahl streng geschützter oder besonders geschützter Tierarten. Vorkommen von gefährdeten Großvogelarten (u. a. Kranich), Wiesenbrütern (wie Kiebitz und Großer Brachvogel), Biber und Fischotter sowie Lurcharten. 233 ha. | 2006       |
|      | GLB0027SDL | Elbauenwald Schönhausen             | Schönhausen (Elbe) | 52° 35′ 31,9″ N, 12° 0′ 38,5″ O  | Etwa 135 ha. Anpflanzung von charakteristischen Gehölzarten eines Auwaldes sowie Vorwaldsukzessionsareale, Extensivgrünlandbereiche und Kleingewässer auf bisher landwirtschaftlich genutzten Flächen. Zweck ist die Erhaltung der Vielfalt und Funktionsfähigkeit der Flora und Fauna in der Elbniederung sowie die Bereicherung und Aufwertung des Landschaftsbildes. | 2005       |
|      | GLB0035SDL | Spitzer Berg südwestlich von Klinke | Klinke             | 52° 34′ 36,1″ N, 11° 35′ 31,9″ O | 1,8557 ha. Kuppe mit Trockenrasen inmitten großflächiger Kiefernforste. Standort wertvolle Pflanzenarten (Astlose Graslilie, Weiße Schwalbenwurz, Wiesen-Kuhschelle, Grauscheidiges Federgras, Heide-Segge, Sand-Strohblume, Sand-Fingerkraut, Wohlriechende Scabiose, Ohrlöffel-Leimkraut, Gemeines Sonnenröschen). Lebensraum trockenheitsangepasster Tierarten (zahlreiche Heuschrecken- und Laufkäferarten, sowie Reptilien wie z. B. Blindschleiche und Zauneidechse). | 2011       |